# The Mars Volta
The Mars Volta ist eine von Cedric Bixler-Zavala (Gesang) und Omar Alfredo Rodriguez-Lopez (Gitarre) gegründete experimentelle Rockband mexikanischer und puerto-ricanischer Herkunft. Sie entstand nach dem Zerfall von At the Drive-In im Jahre 2001, während der andere Teil der zuvor aufgelösten Formation die Band Sparta startete, die insgesamt songorientierter agiert.
Aussagen der Band zufolge steht „Volta“ im Sinne des italienischen Filmemachers Federico Fellini für einen radikalen Wechsel in Kunst und Gesellschaft (italienisch volta bedeutet „Wendung“'), während „Mars“ die Vorliebe der Bandmitglieder für Science Fiction betonen soll. Das voranstehende „The“ dient zur Abgrenzung von ansonsten gleichnamigen europäischen Techno-Künstlern.

## Bandgeschichte

### Anfänge
Die Band hat ihren Ursprung in El Paso, Texas und wurde unter Omar Rodriguez-Lopez’ Label Gold Standard Laboratories gegründet. Zu den weiteren festen Mitgliedern zählen aktuell neben Rodriguez-Lopez und Cedric Bixler-Zavala der Schlagzeuger Jon Theodore, Juan Alderete (Bass), der erst nach den Aufnahmen des Debütalbums zur Band stieß, und Isaiah „Ikey“ Owens (Keyboard, ehemals bei den Sublime-Nachfolgern Long Beach Dub Allstars). Unterstützt werden sie von Marcel Rodriguez-Lopez (Percussion) und Adrian Terraza (unter anderem Flöte und Saxophon). Ende Mai 2005 überraschte die Meldung, dass Spartas Gitarrist Paul Hinojos (ehemals auch At the Drive-In) zu The Mars Volta gestoßen sei. Er übernahm zunächst den vakanten Posten des verstorbenen Jeremy Michael Ward (Effekte/Geräusche), doch inzwischen spielt er zusätzlich die zweite Gitarre.
Ein erstes musikalisches Lebenszeichen gaben The Mars Volta 2002 mit ihrer EP Tremulant von sich. Es folgten unter anderem eine Vielzahl Auftritte mit den Red Hot Chili Peppers, bevor am 25. Mai 2003 kurz vor Veröffentlichung des Debütalbums De-Loused in the Comatorium ihr Freund und damaliges Bandmitglied Jeremy Michael Ward tot in seiner Wohnung in Los Angeles aufgefunden wurde. Gerüchte sprechen bis heute von einer Überdosis Heroin, offiziell bleibt die Todesursache aber ungeklärt.

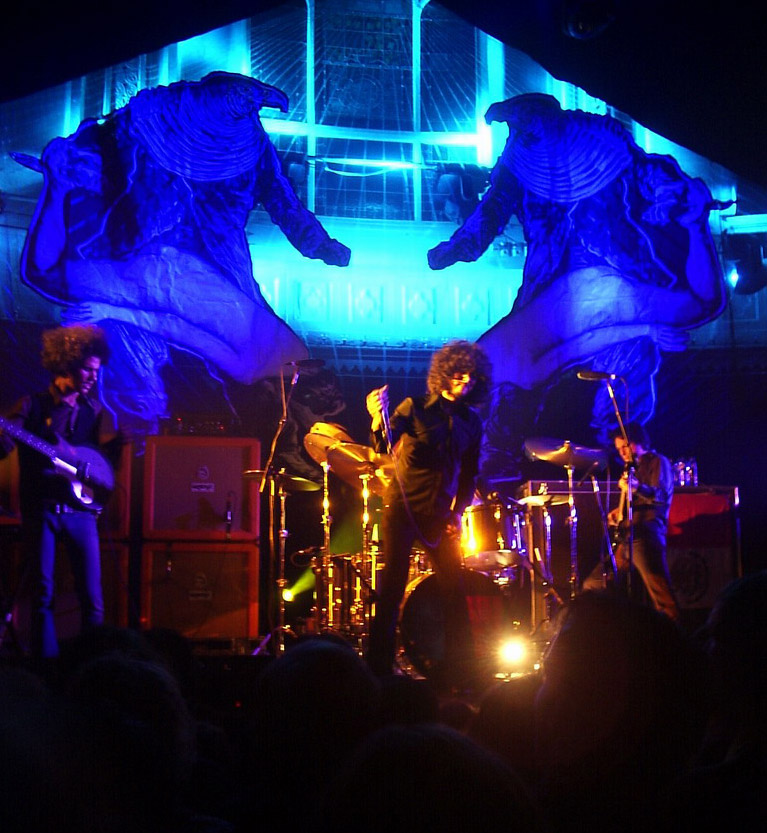
The Mars Volta live

### 2003 – De-loused in the Comatorium
Das nur einen Monat später erschienene und unter der Leitung des Produzenten Rick Rubin aufgenommene Album folgt einem Konzept und thematisiert den Tod eines Freundes in Form einer von Sänger Bixler-Zavala geschriebenen Geschichte.
De-loused in the Comatorium wurde ein großer Erfolg und brachte der Band mehr als 500.000 verkaufte Einheiten ein. Das Album fand sich zu Ende des Jahres 2003 auf diversen Listen zum „Besten Album des Jahres“ wieder.
The Mars Volta gingen nach Veröffentlichung des Debüts auf umfangreiche Konzertreise und wollten die tragischen Geschehnisse der jüngsten Vergangenheit auf der Bühne verarbeiten. Weiterhin halfen die direkt folgenden Aufnahmesessions zum zweiten Album Frances the Mute bei der Verarbeitung des plötzlichen Todes von Ward.

### 2005 – Frances the Mute
Im Dezember 2004 tauchte eine qualitativ äußerst schlechte Vorabkopie der Vinyl-Version des noch unveröffentlichten Albums im Internet auf und veranlasste das Produzententeam und Teile der Band zu einem deutlichen Statement:
„The collective GSL staff and certain members of the band think what you are doing is fucked. You should honor the band’s wishes and take the songs down. Leaks suck, and are an unfortunate evil of the Internet. It sucks even more when it’s such a bad copy as what is being passed around right now. As much as the hype that’s swept over the internet for this release is amazing, no one wished anyone to hear such an amazing album in such piss-poor quality this side of the 70s.“
Frances the Mute wurde am 1. März 2005 veröffentlicht. Während das erste Album De-loused in the Comatorium fast ausschließlich positive Reaktionen hervorrief, wurde das Zweitwerk insgesamt deutlich kritischer gesehen. Laut.de sprach unter anderem von einer „Frechheit mit künstlerischem Anspruch“, trotzdem fand auch diese Veröffentlichung ihre überzeugten Anhänger. Alleine in den USA verkauften sich innerhalb der ersten Woche über 100.000 Einheiten, obwohl das Album gemeinhin als kommerziell nicht zu vermarkten galt. Es erreichte im UK Platz 23 der Charts, in Deutschland Platz 8, im Heimatland von The Mars Volta wurde es sogar Nummer 4.
Mitglieder der befreundeten Band Red Hot Chili Peppers haben auf beiden Alben mitgewirkt. Flea spielte auf dem gesamten Debütalbum den Bass und auf Frances the Mute bei den Stücken The Widow und Miranda, that Ghost Just Isn't Holy Anymore die Trompetenparts ein, während John Frusciante auf Cicatriz ESP Gitarre spielte und die ersten beiden Soli zu L’Via L’Viaquez beisteuerte.
Die nur in Großbritannien veröffentlichte Single The Widow enthält den ca. 15 Minuten langen Titel Frances the Mute, welcher nach dem Willen der Band als Einleitung zum gleichnamigen Album fungieren und auf einer separaten CD im Album enthalten sein sollte. Diese Pläne wurden jedoch von der Plattenfirma abgelehnt und auch eine nachträgliche Veröffentlichung als Doppelalbum wird nicht mehr stattfinden.
Im November 2005 erschien mit Scab Dates das erste Live-Album der Band. Trotz über 70-minütiger Laufzeit und Aufnahmen aus verschiedenen Konzerten aus den Jahren 2004 und 2005, die durch im Nachhinein eingebaute Soundcollagen und Klangfetzen zusammengehalten werden, finden sich nur drei bekannte Songs auf der Veröffentlichung, kein einziger Titel des letzten Studioalbums Frances the Mute wurde berücksichtigt. Der experimentelle Charakter The Mars Voltas und ihre Liebe für Improvisationen wird im in fünf Teile untergliederten Cicatriz deutlich, das sich insgesamt auf fast 43 Minuten ausdehnt.
Ende Juli gab die Band bekannt, dass Schlagzeuger Jon Theodore die Band verlassen habe. Ersatz war Blake Fleming, der bereits auf den ersten Demos das Schlagzeug bediente. In Interviews wurde Jon Theodores unzuverlässige Arbeitsweise kritisiert, was letztendlich zur Trennung führte. Inzwischen wurde Blake wieder entlassen und durch den 22-jährigen Thomas Pridgen ersetzt.
Zugleich wurde die Rolle von Pablo Hinojos-Gonzalez zusätzlich zur „Sound manipulation“ um die zweite Gitarre erweitert.

### 2006 – Amputechture
Am 8. September 2006 wurde das dritte Studioalbum Amputechture veröffentlicht. Wieder einmal spielte der Gitarrist der Red Hot Chili Peppers, John Frusciante, mit, diesmal aber auf kompletter Albumlänge.
Das Booklet des Albums stieß in Fan-Foren z. T. auf Kritik, da sich Omar Rodriguez-Lopez und Cedric Bixler-Zavala als „The Mars Volta“ deklarierten, während die übrigen Bandmitglieder zur „The Mars Volta Group“ degradiert wurden. Im Booklet heißt es dementsprechend: „The Partnership between Omar Rodriguez-Lopez (who wrote and arranged all music and directs the group) & Cedric Bixler-Zavala (who wrote all lyrics and vocal melodies) is The Mars Volta. These compositions are then performed by The Mars Volta Group“.
Das dritte Werk wurde kritischer als ihr Debüt gesehen. Zwar hielt sich die Kritik im Vergleich zum direkten Vorgängeralbum Frances the Mute in Grenzen, da auf „penetrante Knispeleien, Oszillationen und Tonleiterwiederkäuereien“ verzichtet wurde, dennoch las man in mehreren Rezensionen von einem Auf-der-Stelle-Treten.

### 2008 – The Bedlam in Goliath
Am 25. Januar 2008 kam das vierte Studioalbum The Bedlam in Goliath in die Läden.
Inspiriert durch spirituelle Erlebnisse beim Spiel mit dem „Soothsayer“, einer Art Ouija, versuchte die Gruppe diese Erfahrungen im Album zu verarbeiten.
Die Band gewann für ihren Song Wax Simulacra bei den 51. Grammy Awards einen Grammy in der Kategorie Best Hard Rock Performance.

### 2009 – Octahedron
Das fünfte Studioalbum Octahedron erschien am 22. Juni 2009 in Europa.
Im Zuge der klanglichen Entwicklung und Veränderung der Band verließen Adrian Terrazas und Paul Hinojos im Frühjahr 2009 auf Bitten von Omar Rodriguez-Lopez The Mars Volta. Sie widmen sich nun ihren Solo-Projekten.

### 2012 – Noctourniquet
Im Januar 2012 kündigten The Mars Volta die Veröffentlichung ihres nächsten Studioalbums Noctourniquet für das gleiche Jahr an. Das Album erschien am 26. März 2012.

### 2013 – Auflösung
Am 24. Januar 2013 gab Cedric Bixler-Zavala die Auflösung der Band über seinen Twitter-Account bekannt. Als Grund wurde Omar Rodríguez-López’ Fokus auf andere Projekte genannt. Anfang 2014 gründeten Rodriguez-Lopez und Bixler-Zavala die Band Antemasque.

### 2022 – Wiedervereinigung
Am 18. Juni 2022 gab die Band die Koordinaten eines Ortes in Los Angeles, Kalifornien, bekannt, an dem die Fans die Möglichkeit hatten, neue Musik der Band zu hören. Es folgte die Veröffentlichung der Single "Blacklight Shine" und eine Tour-Ankündigung, die sowohl ihre erste neue Musik als auch ihre ersten Live-Shows seit zehn Jahren markierte. Am 8. Juli veröffentlichte die Band die Folgesingle "Graveyard Love". Die Band tritt nun in einer anderen Besetzung auf. Am Schlagzeug sitzt die deutsche Musikerin Linda-Philomène Tsoungui, den Bass spielt wie in den Anfangsjahren Eva Gardner. Bei Live-Auftritten spielt größtenteils Josh Moreau Bass.

## Stil
Die Musik von The Mars Volta weist viele Einflüsse auf, darunter Salsa, Progressive Rock, Art-Punk, Jazz und klassische Musik, aber auch Krautrock. Das Spektrum der Stücke reicht von typischen Balladen (Televators) bis hin zu quirligen Ausflügen in Rock-Salsa-Gefilde (Drunkship of Lanterns), mitunter finden sich verworrene Breaks. Sich selbst bezeichnete die Musikgruppe in einem Interview als „Rockband, die eine Salsaband sein möchte“. Darüber hinaus meint Rodriguez-Lopez aber auch „our sound is that we have no sound“.
The Mars Volta sind für ihre ausschweifenden Konzerte bekannt, welche sowohl unter Fans als auch Musikkritikern sehr unterschiedliche Reaktionen von überschwänglicher Begeisterung bis hin zu heftiger Kritik hervorrufen. Die Band gibt live ihr Repertoire nicht in Form von Einzelstücken wieder, sondern lässt die Titel in einer Art Jamsession ineinander verschmelzen, variiert Songs und improvisiert ausgiebig auf deren Basis.

## Diskografie

### Studioalben
- 2003: De-Loused in the Comatorium (Strummer Recordings/Universal/Gold Standard Laboratories, CD und silbernes 2x-Vinyl)
- 2005: Frances the Mute (Strummer Recordings/Universal/Gold Standard Laboratories, CD, 3x-12″-Vinyl und als limited 4x-glow-in-the-dark-Vinyl erschienen)
- 2006: Amputechture (CD, Vinyl, Strummer Recordings/Universal/Gold Standard Laboratories)
- 2008: The Bedlam in Goliath
- 2009: Octahedron
- 2012: Noctourniquet
- 2022: The Mars Volta
- 2023: Qué Dios Te Maldiga Mí Corazón
- 2025: Lucro Sucio;Los Ojos Del Vacio

### EPs
- 2002: Tremulant (Gold Standard Laboratories, CD und gelbes 12″-Vinyl)

### Singles
- 2003: Inertiatic ESP (erschienen als CD-Single und 12″-Picture Disc)
- 2004: Televators (Australian Tour Edition)
- 2004: Televators (erschienen als CD-Single und 12″-Picture Disc)
- 2005: The Widow (erschienen als CD-Single, DVD, grüne 12″-Vinyl und 12″-Picture Disc)
- 2005: L’Via L’Viaquez (erschienen als CD-Single und 10″-Picture Disc)
- 2007: Wax Simulacra/ „Pulled to bits“ (Siouxsie and the Banshees cover)

### Sonstiges
- 2003: The Mars Volta Live (EP, nur in den USA als limitierte CD veröffentlicht)
- 2005: Scabdates (Live-Album, Gold Standard Laboratories)